# Christophe II d'Alexandrie
Christophe II (né Kharalambos Danielidis, grec moderne : Χαράλαμπος Δανιηλίδης; 17 janvier 1876, Madytos - 23 juin 1967) est pape et patriarche orthodoxe d'Alexandrie et de toute l'Afrique du 21 juin 1939 au 16 novembre 1966.
Un homme ecclésiastique vertueux et charitable, zélé pour les traditions des pères et les canons de l’Église.
Pendant son Patriarcat, débuta la Mission orthodoxe en Afrique. Il a offert à l’Église des prêtres égyptiens capables et s’est surtout soucié de leur formation spirituelle. Il a fondé les Métropoles d’Irenopolis (Tanzanie), d’Afrique Centrale (Congo) et d’Accra (Cameroun).